# Stereopsidales
Stereopsidales es un orden de hongos de la clase Agaricomycetes. Se describió por primera vez en 2014 para contener los géneros Stereopsis, que hasta entonces se clasificaba en el orden Polyporales, y Clavulicium, que hasta entonces se clasificaba en el orden Cantharellales. El análisis filogenético molecular mostró que estos dos géneros pertenecen juntos en su propio orden. Este orden podría pertenecer a la subclase Phallomycetidae, pero esta relación no está bien fundamentada. Los Stereopsidales contienen hongos corticoides (Clavulicium) y hongos en forma de embudo con tallo (Stereopsis). Están unidos por las características de sus esporas, que tienen contenido refractivo y se vuelven angulares y de color ámbar a medida que se secan. Todos los miembros conocidos también poseen basidios con dos esterigmas, aunque esto también es una característica de los hongos en muchos otros órdenes.